# Кино без границ
«Кино без границ» — российско-шведская кинокомпания, главной сферой деятельности которой являлась дистрибуция артхаусных фильмов на территории России. Учредитель — шведская компания Maywin Media AB. Основатель и президент (до 2015 года) — Сэм Клебанов. «Кино без границ» работало с фильмами таких режиссёров, как Питер Гринуэй, Ким Ки Дук, Такэси Китано, Ларс фон Триер и др.

## История
Кинопрокатная деятельность компании началась в 1998 году в московском Музее кино выпуском «Фейерверка» Такэси Китано и «Забавных игр» Михаэля Ханеке. Обе картины сумели привлечь внимание москвичей и стали заметными событиями культурной жизни города. Затем вплоть до конца 2001 года «Кино без границ» сотрудничало со столичным кинотеатром «Стрела», где прошли громкие премьеры «Покажи мне любовь» Лукаса Мудиссона и «Идиотов» Триера. Основной площадкой для проката фильмов компании также выступал московский кинозал «35ММ». С уходом оттуда Клебанов занялся самостоятельным выпуском фильмов в ограниченный прокат. В 2008 году компания предприняла попытку расширить собственный репертуар за счёт высокобюджетного кинематографа, сумев привлечь в качестве инвестора бизнесмена Олега Чамина. В 2010 году контрольный пакет акций «Кино без границ» приобрёл холдинг «AR Films» Александра Роднянского.
В 2014 году «Кино без границ» практически полностью приостановило деятельность в связи с плачевным состоянием рынка независимых фильмов в России. В октябре того же года Федеральная налоговая служба подала иск о признании компании банкротом. В марте 2015 суд ввёл процедуру наблюдения в отношении «Кино без границ», а Сэм Клебанов объявил о планах продолжить деятельность по прокату авторского и фестивального кино в России, ради чего совместно с международным медиахолдингом Lorem Ipsum Corp. создал новый дистрибьюторский проект «Артхаус». Бренд «Кино без границ» и библиотека прав на выпущенные под ним фильмы остались за компанией Maywin, которую контролирует Роднянский.
По данным «Бюллетеня кинопрокатчика» тройка самых успешных релизов дистрибьютора «Кино без границ» представлена фильмами «Океаны» Жака Перрена (выпуск — сентябрь 2010), «Опасный метод» Дэвида Кроненберга (январь 2012) и «Стыд» Стива Маккуина (февраль 2012), которые собрали киноаудиторию в 195, 124 и 57 тысяч зрителей соответственно.